# Seven Tour
Seven Tour – europejska trasa koncertowa Lisy Stansfield, która odbyła się na przełomie 2013 i 2014 r. Trasa promowała siódmy album wokalistki Seven, wydany w 2014; album ukazał się podczas trasy.

## Program koncertów

### 2013
1. "Can't Dance" Intro
2. "Set Your Loving Free"
3. "Mighty Love"
4. "Never, Never Gonna Give You Up"
5. "Stupid Heart"
6. "The Real Thing"
7. "Big Thing"
8. "Time to Make You Mine"
9. "Make Love to Ya"
10. "Change"
11. "All Woman"
12. "What Did I Do to You?"
13. "People Hold On"
14. "Someday (I'm Coming Back)"
15. "Conversation"
16. "Live Together"
17. "Can't Dance"
18. "All Around the World"
19. "Down in the Depths"

### 2014
1. "Can't Dance"
2. "Set Your Loving Free"
3. "The Real Thing"
4. "Stupid Heart"
5. "Never, Never Gonna Give You Up"
6. "So Be It"
7. "8-3-1"
8. "Make Love to Ya"
9. "Change"
10. "There Goes My Heart"
11. "Time to Make You Mine"
12. "Picket Fence"
13. "What Did I Do to You?"
14. "People Hold On"
15. "Someday (I'm Coming Back)"
16. "Conversation"
17. "Carry On"
18. "All Around the World"
19. "The Rain"
20. "The Love in Me"
21. "Live Together"

## Koncerty trasy
1. 16 maja 2013 - Paryż, Francja - Le Divan du Monde
2. 18 maja 2013 - Amsterdam, Holandia - North Sea Jazz Club
3. 20 maja 2013 - Berlin, Niemcy - Quasimodo
4. 22 maja 2013 - Frankfurt, Niemcy - Gibson
5. 23 maja 2013 - Zurych, Szwajcaria - Kaufleuten
6. 24 maja 2013 - Mediolan, Włochy - Magazzini Generali
7. 10 czerwca 2013 - York, Anglia - Opera House
8. 11 czerwca 2013 - Edynburg, Szkocja - Queen's Hall
9. 12 czerwca 2013 - Newcastle, Anglia - Mill Volvo Tyne Theatre
10. 14 czerwca 2013 - Londyn, Anglia - Hampton Court Palace
11. 15 czerwca 2013 - Manchester, Anglia - The Lowry Lyric
12. 16 czerwca 2013 - Birmingham, Anglia - Symphony Hall
13. 21 lipca 2013 - Castel Gandolfo, Włochy - Castel Romano Designer Outlet
14. 26 lipca 2013 - Noventa di Piave, Włochy - Noventa di Piave Designer Outlet
15. 27 lipca 2013 - Serravalle Scrivia, Włochy - Serravalle Designer Outlet
16. 28 lipca 2013 - Barberino di Mugello, Włochy - Barberino Designer Outlet
17. 17 września 2013 - Moskwa, Rosja - Hotel Metropol Moscow
18. 18 września 2013 - Stambuł, Turcja - Cemil Topuzlu Open-Air Theatre
19. 3 listopada 2013 - Bexhill-on-Sea, Anglia - De La Warr Pavilion
20. 4 listopada 2013 - Bournemouth, Anglia - Pavilion Theatre
21. 5 listopada 2013 - Manchester, Anglia - Bridgewater Hall
22. 7 listopada 2013 - Bristol, Anglia - Colston Hall
23. 8 listopada 2013 - Londyn, Anglia - IndigO2
24. 3 maja 2014 - Londyn, Anglia - G-A-Y
25. 9 maja 2014 - Frankfurt, Niemcy - Frankfurt Palais
26. 10 maja 2014 - Hamburg, Niemcy - Congress Center Hamburg
27. 12 maja 2014 - Brema, Niemcy - Musical Theater
28. 14 maja 2014 - Amsterdam, Holandia - Melkweg
29. 16 maja 2014 - Paryż, Francja - Le Trianon
30. 17 maja 2014 - Antwerpia, Belgia - Arenberg
31. 19 maja 2014 - Kolonia, Niemcy - Theater am Tanzbrunnen
32. 20 maja 2014 - Monachium, Niemcy - Circus Krone
33. 22 maja 2014 - Stuttgart, Niemcy - Hegelsaal
34. 23 maja 2014 - Mannheim, Niemcy - Rosengarten
35. 24 maja 2014 - Bispingen, Niemcy - Baltic Soul Weekender Weissenhuser
36. 26 maja 2014 - Berlin, Niemcy - Friedrichstadt Palast
37. 28 maja 2014 - Padwa, Włochy - Granteatro Geox
38. 29 maja 2014 - Wiedeń, Austria - WUK
39. 1 czerwca 2014 - Sofia, Bułgaria - National Palace of Culture
40. 7 czerwca 2014 - Andorra la Vella, Andora - Plac Miejski
41. 5 września 2014 - Birmingham, Anglia - Symphony Hall
42. 6 września 2014 - Gateshead, Anglia - Sage
43. 7 września 2014 - Manchester, Anglia - Bridgewater Hall
44. 9 września 2014 - Northampton, Anglia - Derngate Theatre
45. 10 września 2014 - Londyn, Anglia - Royal Festival Hall
46. 12 września 2014 - York, Anglia - Barbican
47. 13 września 2014 - Glasgow, Szkocja - O2 Academy
48. 15 września 2014 - Reading, Anglia - Hexagon
49. 16 września 2014 - Southend-on-Sea, Anglia - Cliffs Pavilion
50. 17 września 2014 - Guildford, Anglia - G Live
51. 23 października 2014 - Zwolle, Holandia - Hedon
52. 24 października 2014 - Zoetermeer, Holandia - Boerderij
53. 26 października 2014 - Mondorf-les-Bains, Luksemburg - Casino 2000
54. 27 października 2014 - Bazylea, Szwajcaria - Event Hall
55. 29 października 2014 - Moguncja, Niemcy - Frankfurter Hof
56. 30 października 2014 - Essen, Niemcy - Colosseum Theatre
57. 1 listopada 2014 - Praga, Czechy - Lucerna Hall
58. 3 listopada 2014 - Warszawa, Polska - Torwar
59. 4 listopada 2014 - Ryga, Łotwa - Arēna Rīga